# Джазкор
Джазкор (также встречается вариант написания «джаз-кор») — стиль джаза, который совмещает в себе многие элементы современной музыки, включая хардкор-панк, метал и рок вместе с джазовой инструментовкой и импровизацией. Основными чертами жанра являются постоянно меняющаяся скорость и техничность исполнения. Джазкор тесно связан с NoMeansNo и Джоном Зорном.

## Характеристика
Джазкор может звучать по-разному. В общем понимании, джазкор представляет собой смесь джаза с другими жанрами музыки. Общими чертами джазкор-исполнителей является постоянно меняющаяся скорость и техничность исполнения. Данный термин обычно ассоциируется с такими музыкантами как NoMeansNo и Джон Зорн.
Джазкор в исполнении NoMeansNo представляет собой смесь панк-рока, метал-музыки, джаза и нью-вейва. Они, в основном, делали упор на скорость. В своих песнях, коллектив постоянно меняет темп и тактовый размер. Для их музыки характерны отточенные, в плане техники игры, инструментальные пассажи. То есть, джазкор NoMeansNo представляет собой скоростной и техничный хардкор-панк, испытавший влияние со стороны джаза.
Джазкор в духе Джона Зорна можно описать, как агрессивную, иногда импровизированную, чрезвычайно быструю музыку, которая постоянно перепрыгивает между элементами разных жанров. Основными чертами джазкора Зорна являются ломаные и хаотичные мелодии, необычные сочетания тональностей и скоростей, резкие чередования очень тяжёлых гитарных риффов с фри-джазовыми саксофонными соло, «которые рано или поздно превращаются в откровенно панк-роковые коды». Особенно в его джазкоре было заметно влияние грайндкора.

## Список исполнителей
- Джон Зорн[прим. 2]
- Майк Паттон[8]
- Тацуя Ёсида[12]
- NoMeansNo[прим. 3]
- Zu[прим. 4]